# Diócesis de Kara
La diócesis de Kara (en latín: Dioecesis Karaënsis y en francés: Diocèse de Kara) es una circunscripción eclesiástica de la Iglesia católica en Togo. Se trata de una diócesis latina, sufragánea de la arquidiócesis de Lomé. Desde el 7 de enero de 2009 su obispo es Jacques Danka Longa.

## Territorio y organización
La diócesis tiene 10 590 km² y extiende su jurisdicción sobre los fieles católicos de rito latino residentes en la región de Kara.
La sede de la diócesis se encuentra en la ciudad de Kara, en donde se halla la Catedral de San Pedro y San Pablo.
En 2021 en la diócesis existían 39 parroquias.

## Historia
La diócesis fue erigida el 1 de julio de 1994, obteniendo el territorio de la diócesis de Sokodé.
El 23 de marzo de 2010 la Congregación para el Culto Divino y la Disciplina de los Sacramentos confirmó a san Pablo Apóstol como patrono principal de la diócesis.

## Estadísticas
Según el Anuario Pontificio 2022 la diócesis tenía a fines de 2021 un total de 172 225 fieles bautizados.
| Año                                                                             | Población            | Población | Población      | Sacerdotes | Sacerdotes    | Sacerdotes    | Bautizados por sacerdote | Diáconos permanentes | Religiosos | Religiosos | Parroquias |
| Año                                                                             | Bautizados católicos | Total     | % de católicos | Total      | Clero secular | Clero regular | Bautizados por sacerdote | Diáconos permanentes | Varones    | Mujeres    | Parroquias |
| ------------------------------------------------------------------------------- | -------------------- | --------- | -------------- | ---------- | ------------- | ------------- | ------------------------ | -------------------- | ---------- | ---------- | ---------- |
| 1999                                                                            | 91 120               | 589 320   | 15.5           | 53         | 29            | 24            | 1719                     |                      | 59         | 97         | 21         |
| 2000                                                                            | 92 760               | 599 927   | 15.5           | 50         | 26            | 24            | 1855                     |                      | 49         | 71         | 22         |
| 2001                                                                            | 101 200              | 613 670   | 16.5           | 55         | 30            | 25            | 1840                     |                      | 47         | 93         | 22         |
| 2002                                                                            | 112 470              | 868 867   | 12.9           | 55         | 30            | 25            | 2044                     |                      | 58         | 101        | 22         |
| 2003                                                                            | 117 470              | 878 500   | 13.4           | 56         | 32            | 24            | 2097                     |                      | 56         | 81         | 24         |
| 2004                                                                            | 117 470              | 878 500   | 13.4           | 59         | 37            | 22            | 1991                     |                      | 54         | 86         | 24         |
| 2006                                                                            | 123 288              | 919 000   | 13.4           | 67         | 43            | 24            | 1840                     |                      | 52         | 94         | 25         |
| 2007                                                                            | 126 600              | 940 000   | 13.5           | 69         | 45            | 24            | 1834                     | 2                    | 54         | 113        | 26         |
| 2011                                                                            | 200 000              | 1 033 000 | 19.4           | 89         | 62            | 27            | 2247                     |                      | 64         | 112        | 32         |
| 2013                                                                            | 206 294              | 1 084 000 | 19.0           | 111        | 82            | 29            | 1858                     |                      | 61         | 125        | 34         |
| 2016                                                                            | 155 074              | 769 940   | 20.1           | 102        | 75            | 27            | 1520                     |                      | 63         | 109        | 35         |
| 2019                                                                            | 166 000              | 864 350   | 19.2           | 117        | 82            | 35            | 1418                     |                      | 72         | 127        | 35         |
| 2021                                                                            | 172 225              | 897 400   | 19.2           | 113        | 80            | 33            | 1524                     |                      | 69         | 137        | 39         |
| Fuente: Catholic-Hierarchy, que a su vez toma los datos del Anuario Pontificio. |                      |           |                |            |               |               |                          |                      |            |            |            |

## Episcopologio
- Ernest Patili Assi † (1 de julio de 1994-16 de febrero de 1996 falleció)
- Ignace Baguibassa Sambar-Talkena † (30 de noviembre de 1996-7 de enero de 2009 renunció)
- Jacques Danka Longa, desde el 7 de enero de 2009